# Invasion of Privacy
Invasion of Privacy é o álbum de estreia da rapper estadunidense Cardi B, lançado em 6 de abril de 2018 através da Atlantic Records. Originalmente planejado como um EP e primariamente um projeto de hip hop, também inclui elementos de trap, trap latino e R&B. Apresenta a produção de 30 Roc, Andrew Watt, Benny Blanco, Boi-1da, Craig Kallman, Cubeatz, DJ Mustard, Frank Dukes J. White Did It, Keyz, Murda Beatz, Needlz, Tainy, Vinylz, entre outros. O álbum apresenta participações especiais de Migos, Chance the Rapper, Kehlani, SZA, 21 Savage, J Balvin, Bad Bunny e YG.
O álbum estreou no topo da Billboard 200, vendendo 255.000 unidades em sua primeira semana, com 103.000 correspondendo a vendas puras. Eventualmente, recebeu o certificado de platina quádrupla da Recording Industry Association of America (RIAA). Produziu cinco singles—"Bodak Yellow", "Bartier Cardi" com 21 Savage, "Be Careful", "I Like It" com Bad Bunny e J Balvin, e "Ring" com Kehlani. "Bodak Yellow" e "I Like It" receberam o certificado de diamante e lideraram a Billboard Hot 100, tornando Cardi B a primeira rapper feminina a alcançar o topo do gráfico mais de uma vez. Após seu lançamento, o álbum quebrou vários recordes de streaming, incluindo a maior semana de streaming de todos os tempos para um álbum feminino de rap, com 202.6 milhões de reproduções em sua primeira semana. Na época de lançamento, configurou-se a segunda maior semana de vendas de 2018, ao passo que a rapper se tornou a primeira artista feminina a obter 13 entradas simultâneas na Hot 100. Também se tornou o primeiro álbum na história da música a ter todas as suas faixas com certificados de platina ou maior da RIAA. Foi um dos álbuns de rap feminino mais vendidos da década de 2010, de acordo com a parada de fim de década da Billboard 200 e com a The Recording Academy. Quebrou o recorde de álbum feminino de rap com o maior tempo de permanência na Billboard 200, ultrapassando The Miseducation of Lauryn Hill (1998), e passou três anos inteiros na parada. Em dezembro de 2019, tornou-se álbum feminino de rap mais ouvido do Spotify, do Apple Music e do YouTube.
Invasion of Privacy foi recebido com elogios da crítica. Várias publicações musicais o incluíram em suas listas de melhores álbuns do ano, com a Rolling Stone e a Time o listando em primeiro lugar. Diversas publicações também o classificaram entre os melhores álbuns da década de 2010, com a Rolling Stone o colocando em trigésimo quarto lugar. Entre suas conquistas, ganhou o prêmio de Melhor Álbum de Rap no Grammy Awards de 2019, fazendo de Cardi B a primeira rapper feminina a vencer na categoria como solista. Também foi indicado aos prêmios de Álbum do Ano, Gravação do Ano (por "I Like It") e Melhor Performance de Rap (por "Be Careful"). Foi o primeiro álbum de rap feminino em quinze anos a ser indicado ao prêmio de Álbum do Ano. "Bodak Yellow" recebeu indicações nas categorias de Melhor Canção de Rap e Melhor Performance de Rap na cerimônia do ano anterior. No BET Awards de 2019, Invasion of Privacy ganhou o prêmio de Álbum do Ano.
O álbum foi disponibilizado para download digital e streaming em 5 de abril de 2018, mas não estava disponível em nenhum formato físico após seu lançamento inicial. O álbum acabou sendo lançado posteriormente em vinil em 7 de dezembro de 2018, e seu lançamento em CD — inicialmente agendado para 28 de setembro de 2018 — foi lançado em 22 de fevereiro de 2019.

## Antecedentes
Antes do lançamento do álbum, "Bodak Yellow" alcançou o número um na Billboard Hot 100 dos EUA, enquanto várias colaborações também alcançaram o top 10, estabelecendo vários recordes nas paradas. Em março de 2018, Cardi anunciou no iHeartRadio Music Awards que o álbum seria lançado em abril. Ela anunciou a data de lançamento e o título postando a capa do álbum em suas páginas de mídia social.

## Gravação e produção
Invasion of Privacy foi gravado de 2017 até o início de 2018. Apresenta produção de 30 Roc, Allen Ritter, Andrew Watt, Ayo, Benny Blanco, Boi-1da, Cassius Jay, Cheeze Beatz, Craig Kallman, Cubeatz, DJ Mustard, DJ Official, DJ SwanQo, Frank Dukes, Invincible, J. White Did It, Keyz, Klenard Raphael, Murda Beatz, Matt Allen, Needlz, NES, Nonstop Da Hitman, Scribz Riley, Tainy, Vinylz, entre outros.

## Música e letra
Musicalmente Invasion of Privacy é um disco de hip hop, que também inclui interpolações de música latina, trap e R&B, enquanto seus temas líricos incluem fama, sucesso, riqueza, sexo e feminismo, além do passado de Cardi B. O álbum começa com "Get Up 10", que fala sobre a ascensão de Cardi B à fama. É seguido por uma música trap "Drip", que conta com a participação de Migos, e fala sobre jóias, riqueza e status de Cardi B e Migos. A terceira faixa "Bickenhead" possui uma temática feminista; seu título refere-se a mulheres que trabalham duro por dinheiro.
Segue uma música de hip hop e trap "Bodak Yellow", na qual Cardi B confronta seus inimigos e faz frases como "Não danço agora, faço movimentos de dinheiro", referindo-se ao seu passado, como ela costumava trabalhar como stripper antes de chegar à fama. Na quarta faixa "Be Careful", Cardi B toca o gancho usando um estilo vocal suavemente cantado em uma batida "descontraída". A música também inclui prato "cintilante" e sintetizadores "lisos". Liricamente, "Be Careful" é uma música sobre infidelidade, onde a protagonista adverte seu parceiro traidor e pede que ele a trate melhor. Durante uma entrevista, Cardi B afirmou que ela se inspirou em relacionamentos passados, enquanto negava que a música fosse direcionada ao noivo Offset.
A sexta faixa "Best Life" apresenta uma participação de Chance the Rapper; as letras discutem o poder de Deus e o pensamento positivo. É seguido por "I Like It", uma canção latina bilíngue (inglês e espanhol) , com os cantores Bad Bunny e J Balvin. Invasion of Privacy também contém duas músicas de ritmo médio de R&B — "Ring" (com Kehlani ) e "Thru Your Phone" — que mostram liricamente a vulnerabilidade emocional de Cardi B.
"Ring" é seguido por três músicas de hip hop e trap: "Money Bag", "Bartier Cardi" (com 21 Savage) e "She Bad" (com YG). Em "Bartier Cardi", Cardi B canta sobre sua atração por diamantes, carros esportivos e sexo, enquanto 21 Savage canta sobre um tema semelhante da perspectiva masculina.

## Lançamento e promoção
Antes do lançamento de Invasion of Privacy, Cardi B promoveu seu single "Bodak Yellow" em várias performances ao vivo, inclusive no BET Awards 2017 em 25 de Junho de 2017, durante o pré-show do MTV Video Music Awards de 2017 em 27 de agosto no BET Hip Hop Awards de 2017 em 6 de outubro e no Jimmy Kimmel Live! em 18 de outubro.
Enquanto aceitava o iHeartRadio Music Award de Melhor Artista Revelação no iHeartRadio Music Awards de 2018 em 11 de março de 2018, Cardi B revelou que Invasion of Privacy seria lançado em abril de 2018. Em 26 de março de 2018, ela revelou a arte oficial e o título do álbum. O álbum foi disponibilizado para transmissão em 5 de abril de 2018 pela Atlantic Records, e foi lançado para download digital em todo o mundo no dia seguinte.
Em 7 de abril de 2018, Cardi B tocou os três primeiros singles no Saturday Night Live. Em 9 de abril, ela co-organizou o The Tonight Show Starring Jimmy Fallon, tornando-se a primeira pessoa a ser co-apresentadora do programa. Cardi B também se apresentou durante o Festival de Música e Artes Coachella Valley em 15 de abril e 20 de abril de 2018. Ela também se apresentou no Broccoli City Festival 2018 em 28 de abril de 2018; ela também deveria se apresentar no Wireless Festival em julho, no entanto, a apresentação foi cancelada devido à sua gravidez. Sua turnê de verão em apoio ao álbum, que aconteceria de 4 de maio a 29 de julho de 2018 nos Estados Unidos, Noruega e Irlanda, e todas as apresentações até setembro também foram canceladas.
Cardi B também foi originalmente programada para ser o artista de abertura em na 24K Magic World Tour de Bruno Mars na América do Norte durante Setembro e Outubro de 2018, no entanto, ela se ausentou durante a gestação de seu bebê, Kulture.

## Singles
O primeiro single do álbum, "Bodak Yellow", foi lançado em 16 de junho de 2017. Ele ficou no topo da parada da Billboard Hot 100 dos EUA e foi certificado de platina pela Recording Industry Association of America (RIAA).
"Bartier Cardi" foi lançado em 22 de dezembro de 2017 como o segundo single e apresenta o rapper americano 21 Savage. Ele alcançou o número 14 na Billboard Hot 100 dos EUA e foi certificado com triplo platina pela RIAA.
"Be Careful" foi lançado como o terceiro single em 30 de março de 2018. Chegou ao número 11 na Billboard Hot 100 dos EUA e foi certificado pela RIAA como dupla platina.
"I Like It", que estreou no número oito no Hot 100 após o lançamento do álbum, foi enviado para às rádios urbano contemporâneo e rádios de sucessos contemporâneos como o quarto single do álbum em 25 de maio de 2018. Vários dias depois, o videoclipe da música estreou no canal do Cardi B no YouTube. Depois de lançado como single, ele liderou a parada Billboard Hot 100, fazendo de Cardi a primeira rapper feminina a obter vários singles número um na história da parada. Em setembro, o single foi certificado de platina pela RIAA.
"Ring" impactou a rádio urbano contemporânea dos EUA em 28 de agosto de 2018, como o quinto single. Anteriormente, tinha entrado no número 28 no Hot 100 como uma faixa após o lançamento do álbum. O single foi certificado em dupla platina pela RIAA.

### Singlepromocional
"Drip", com Migos, foi lançado como o primeiro e único single promocional do álbum em 4 de abril de 2018. Chegou ao número 21 na Billboard Hot 100 dos EUA. A música foi certificada como platina pelo RIAA.

## Prêmios e indicações
| Prêmio                    | Ano  | Categoria                     | Resultado | Ref.   |
| ------------------------- | ---- | ----------------------------- | --------- | ------ |
| BET Awards                | 2019 | Álbum do Ano                  | Venceu    | [ 55 ] |
| BET Hip Hop Awards        | 2018 | Álbum do Ano                  | Indicado  | [ 56 ] |
| Billboard Music Awards    | 2019 | Álbum Billboard 200           | Indicado  | [ 57 ] |
| Billboard Music Awards    | 2019 | Álbum do Ano                  | Indicado  | [ 57 ] |
| Break the Internet Awards | 2018 | Música do Ano                 | Indicado  | [ 58 ] |
| GAFFA Awards (Noruega)    | 2018 | Melhor Álbum Estrangeiro      | Indicado  | [ 59 ] |
| Grammy Awards             | 2019 | Álbum do Ano                  | Indicado  | [ 60 ] |
| Grammy Awards             | 2019 | Melhor Álbum de Rap           | Venceu    | [ 60 ] |
| Juno Awards               | 2019 | Álbum do Internacional do Ano | Indicado  | [ 61 ] |
| People's Choice Awards    | 2018 | Álbum de 2018                 | Indicado  | [ 62 ] |

## Análise da crítica
| Críticas profissionais | Críticas profissionais |
| Pontuações agregadas   | Pontuações agregadas   |
| Fonte                  | Avaliação              |
| ---------------------- | ---------------------- |
| Metacritic             | 84/100                 |
| Avaliações da crítica  |                        |
| Fonte                  | Avaliação              |
| The Guardian           | [ 23 ]                 |
| Rolling Stone          | [ 64 ]                 |
| Variety                | Positivo               |
| The A.V. Club          | B                      |
| HipHopDX               | 3.6/5                  |

No Metacritic, o álbum foi aclamado pela crítica musical e recebeu uma nota de 84 de 100 baseada em vinte e quatro avaliações. Ben Beaumont-Thomas, do The Guardian, deu ao álbum uma estrela 4 de 5, chamando o álbum de "estreia magnífica que funde vulnerabilidade, voracidade sexual, paranoia e balada", além de "mostrar que a rapper é capaz de muito mais do que fazer graves." Maeve McDermott, do USA Today, fez uma avaliação positiva do álbum, afirmando que "com 13 faixas, Invasion of Privacy não está sobrecarregado com fillers. Deixe para Cardi, a rainha do marketing, saber que os fãs estão exaustos de quando os artistas se atrapalham com sua estreia na tentativa de acumular números de streaming. A estrela do hip hop provavelmente não precisa se preocupar com isso, considerando que seu álbum parece destinado às paradas de sucesso, se o "Bodak Yellow" fosse uma indicação disso." Jem Award, da Variety, chamou-a de "uma das estreias mais poderosas deste milênio", elogiando a abertura do álbum com "Get Up 10" que serve como um "testemunho autobiográfico de abertura do álbum". Além disso, sentiu que "artistas convidados afugentam expressivamente nas canções e isso faz parecer que Cardi é convidada do próprio álbum."
Eleanor Halls, da GQ, escreveu: "Invasion of Privacy prova que "Bodak Yellow" estava longe de ser apenas um sucesso de verão. Essas "jogadas de dinheiro" acontecem, de fato, ao longo da obra." Rob Sheffield, da Rolling Stone, descreveu o álbum como "extravagantemente emocional, intimamente pessoal e descontroladamente engraçado", concluindo que, com o álbum, "Cardi veio para ficar". Chris Richards, do The Washington Post, comentou: "Cardi parece estar contando uma longa história ao longo do álbum — acerca de autoempoderamento, de vencer as dificuldades e de transcendência —, mas a força da narrativa de Cardi reside no som de sua voz tanto quanto em suas palavras. Você pode ouvi-lo durante o gran finale do álbum, "I Do", quando questiona: "Meus pequenos 15 minutos durararam muito, hein?". Que discurso de vitória. Feche os olhos e você sentirá o confete caindo em seus ombros também."

## Lista de faixas
Os créditos foram retirados do Tidal.
| N.º            | Título                                 | Compositor(es) | Produtor(es)                             | Duração |  |
| 1.             | "Get Up 10"                            | Belcalis Almanzar Anthony Tucker | The Beat Bully                           | 3:51    |  |
| 2.             | "Drip" (com Migos)                     | Almanzar Quavious Marshall Kiari Cephus Kirsnick Ball Joshua Cross | Cassius Jay Nonstop Da Hitman [b] [ 74 ] | 4:23    |  |
| 3.             | "Bickenhead"                           | Almanzar Austin Owens James Foye III Philip Coleman, Jr. Jordan Thorpe | Ayo Keyz NES [ 75 ]                      | 3:01    |  |
| 4.             | "Bodak Yellow"                         | Almanzar Dieuson Octave Anthony White Thorpe Klenord Raphael | J. White Raphael [a]                     | 3:43    |  |
| 5.             | "Be Careful"                           | Almanzar Matthew Samuels Anderson Hernandez Feeney Thorpe Marilyn Bergman Alan Bergman Robert Diggs Lauryn Hill Clifford Smith Lamont Hawkins Dennis Coles Gary Grice Jason Hunter Russell Jones Corey Woods Marvin Hamlisch | Vinylz Boi-1da Frank Dukes               | 3:30    |  |
| 6.             | "Best Life" (com Chance the Rapper)    | Almanzar Chancelor Bennett Samuels Allen Ritter | Boi-1da Ritter [ 76 ]                    | 4:44    |  |
| 7.             | "I Like It" (com Bad Bunny e J Balvin) | Almanzar Benito Martínez Ocasio José Balvin | J. White Tainy Invincible [a]            | 4:13    |  |
| 8.             | "Ring" (com Kehlani)                   | Almanzar Kehlani Parrish Khari Cain Mike Riley Amnija Charles | Needlz Scribz [ 77 ]                     | 2:57    |  |
| 9.             | "Money Bag"                            | Almanzar White Thorpe | J. White                                 | 3:49    |  |
| 10.            | "Bartier Cardi" (com 21 Savage)        | Almanzar hayaa Abraham-Joseph Samuel Gloade Darryl McCorkell Josiah Muhammad Irvin Whitlow [ 78 ] | 30 Roc Cheeze Beatz                      | 3:44    |  |
| 11.            | "She Bad" (com YG)                     | Almanzar Keenon Jackson Dijon McFarlane Leslie Wakefield, Jr. | DJ Mustard Official [ 79 ]               | 3:50    |  |
| 12.            | "Thru Your Phone"                      | Almanzar Benjamin Levin Andrew Wotman Ali Tamposi Justin Tranter | Benny Blanco Watt Bell [ 80 ] [ 81 ]     | 3:08    |  |
| 13.            | "I Do" (com SZA)                       | Almanzar Solána Rowe Shane Lindstrom Kevin Gomringer Tim Gomringer Charles | Murda Beatz [ 3 ] Cubeatz [ 82 ]         | 3:20    |  |
| Duração total: | Duração total:                         | Duração total: | Duração total:                           | 45:32   |  |

Notas
- ↑[a]  significa co-produtor
- ↑[b]  significa co-produtor não creditado
- "Thru Your Phone" contém vocais de Ali Tamposi[83]

Créditos de sample
- "Bickenhead" contém sample e trecho de "Chickenhead", interpretada por Project Pat[84]
- "Be Careful" contém sample da canção "Ex-Factor", escrita e interpretada por Lauryn Hill[3]
- "I Like It" contém sample da canção "I Like It Like That", escrita e interpretada por Pete Rodriguez[3]

## Equipe e colaboradores
Créditos adaptados da Tidal.
Performance
- Cardi B – artista principal
- Migos – artista em destaque
- Chance the Rapper – artista em destaque
- Bad Bunny – artista em destaque
- J Balvin – artista em destaque
- Kehlani – artista em destaque
- 21 Savage – artista em destaque
- YG – artista em destaque
- SZA – artista em destaque
- Ali Tamposi –  vocais não creditados (faixa 12)
- Holly Seeley – vocais de fundo (faixa 7)
- Nick Seeley – vocais de fundo (faixa 7)
- Michael Romero – vocais de fundo (faixa 7)
- Andrew Tinker – vocais de fundo (faixa 7)
- Sarah Sellers – vocais de fundo (faixa 7)
- Andrew Watt – vocais de fundo (faixa 12)

Instrumentação
- Juan Chavez – trompetes (faixa 7)
- Andrew Watt – guitarra (faixa 12)

Produção
- Darrale Jones – produção executiva
- Brooklyn Johnny – produção executiva
- Craig Kallman – produção executiva, produção (faixa 7)
- DJ SwanQo – produção (faixa 1)
- Matt Allen – produção (faixa 1)
- Cassius Jay – produção (faixa 2)
- Nonstop Da Hitman – produção (faixa 2)
- Ayo & Keys – produção (faixa 3)
- NES – produção (faixa 3)
- J. White Did It – produção (faixas 4, 7, e 9)
- Boi-1da – produção (faixas 5 e 6)
- Frank Dukes – produção (faixa 5)
- Kuk Harrell – produção (faixa 5)
- Vinylz – produção (faixa 5)
- Simone Torres – produção (faixa 5)
- Allen Ritter – produção (faixa 6)
- Tainy – produção (faixa 7)
- Needlz – produção (faixa 8)
- Scribz Riley – produção (faixa 8)
- 30 Roc – produção (faixa 10)
- Cheeze Beatz – produção (faixa 10)
- DJ Mustard – produção (faixa 11)
- DJ Official – produção (faixa 11)
- Andrew Watt – produção (faixa 12)
- Benny Blanco – produção (faixa 12), teclados faixa 12)
- Murda Beatz – produção (faixa 13)
- Nick Seeley – produção adicional (faixa 7)
- Louis Bell – produção adicional (faixa 12)
- Laquan Green – co-produção (faixas 4 e 9)
- Invincible – co-produção (faixa 7)
- Avery Earls – coordenador de produção (faixa 8)
- Carlyn Calder – coordenador de produção (faixa 8)
- Donnie Meadows – coordenador de produção (faixa 8)
- Andrew Luftman – coordenador de produção (faixa 12)
- Sarah Shelton – coordenadora de produção (faixa 12)
- Sofia Yen – coordenadora de produção (faixa 12)
- Zvi Edelman – coordenador de produção (faixa 12)

Técnico
- DJ SwanQo – programação (faixa 1)
- Matt Allen – programação (faixa 1)
- Cassius Jay – programação (faixa 2)
- Nonstop Da Hitman – programação (faixa 2)
- Ayo & Keys – programação (faixa 3)
- NES – programação (faixa 3)
- J. White Did It – programação (faixa 4, 7, e 9)
- Laquan Green – programação (faixa 4 e 9)
- Boi-1da – programação (faixa 5 e 6)
- Frank Dukes – programação (faixa 5)
- Vinylz – programação (faixa 5)
- Allen Ritter – programação (faixa 6)
- Craig Kallman – programação (faixa 7)
- Invincible – programação (faixa 7)
- Tainy – programação (faixa 7)
- Needlz – programação (faixa 8)
- Scribz Riley – programação (faixa 8)
- 30 Roc – programação (faixa 10)
- Cheeze Beatz – programação (faixa 10)
- DJ Mustard – programação (faixa 11)
- DJ Official – programação (faixa 11)
- Andrew Watt – programação (faixa 12)
- Benny Blanco – programação (faixa 12)
- Murda Beatz – programação (faixa 13)
- Nick Seeley – programação adicional (faixa 7)
- David Rodriguez – engenharia (faixa 12)
- Geoff Swan – engenharia (faixa 12)
- Michael Freeman – engenharia (faixa 12)
- Ebonie Smith – engenheiro assistente (faixa 7)
- Evan LaRay – gravação (todas as faixas), engenharia (faixas 12)
- Louie Gomez – gravação adicional (faixas 7)
- Peter Kim – gravação adicional (faixas 7)
- DJ SwanQo – gravação adicional (faixas 7)
- Joel Iglesias – additional recording (faixa 7)
- Leslie Brathwaite – mixagem (faixas 1-10, e 13)
- MixedByAli – mixagem (faixa 11)
- Mark Stent – mixagem (faixa 12)
- Colin Leonard – masterização (todas as faixas)

Diversos
- Craig Kallman – edição (faixas 7)
- DJ SwanQo – edição (faixa 7)
- Ebonie Smith – edição (faixa 7)
- Joe Pomarico – edição (faixa 7)
- Kuk Harrell – edição (faixa 7)
- Louie Gomez – edição (faixa 7)
- Peter Kim – edição (faixa 7)

## Desempenho comercial
Invasion of Privacy foi certificado como ouro pela Recording Industry Association of America (RIAA) no dia de seu lançamento devido a um detalhe técnico que incorpora as unidades equivalentes às faixas movidas pelos singles lançados anteriormente "Bodak Yellow" e "Bartier Cardi". Foi certificado como dupla platina em 3 de outubro de 2018. Todas as treze faixas foram certificadas em ouro ou mais pela RIAA, tornando-a a primeira artista feminina a alcançar esse feito, e a terceira no geral.
Em 13 de abril de 2018, a Apple Music anunciou que Invasion of Privacy estabeleceu um novo recorde para o álbum mais transmitido por uma artista feminina em uma única semana com mais de cem milhões de transmissões. O álbum estreou no número um na Billboard 200 dos EUA , movendo 255.000 unidades equivalentes a álbuns em sua primeira semana, com 103.000 provenientes de vendas álbuns físicos. Ele alcançou a maior semana de streaming de áudio sob demanda de um álbum por uma mulher com 202,6 milhões de streams, o que foi traduzido em 135.000 unidades equivalentes a streaming. No momento de seu lançamento, tornou-se a segunda maior venda na primeira semana de 2018, depois de Man of the Woods de Justin Timberlake. Cardi B tornou-se a quinta rapper feminina a alcançar o topo da tabela.
Na parada Billboard Hot 100 dos EUA, datada de 21 de abril, Cardi B listou 13 músicas, sendo 12 delas de Invasion of Privacy, superando Beyoncé com mais músicas simultâneas na parada por uma artista solo. O álbum caiu para o número dois em sua segunda semana, com vendas de 129,000 unidades equivalentes a álbuns, caindo 49% na primeira semana. Na terceira semana, o álbum permaneceu no número dois, com mais de 91.000 unidades equivalentes, caindo 30% em relação à semana anterior. Ela passou vinte e uma semanas consecutivas entre os dez primeiros na parada — o maior número de semanas em um álbum de uma rapper feminina— incluindo oito semanas não consecutivas nos cinco primeiros. Também passou vinte e duas semanas consecutivas entre os dez primeiros no gráfico Top R&B/Hip Hop. Em 6 de julho de 2018, Invasion of Privacy é o álbum feminino com melhor desempenho em 2018 e o terceiro geral nos Estados Unidos. O álbum permaneceu como a maior estreia feminina de 2018 no país até setembro de 2018, com o lançamento de Cry Pretty de Carrie Underwood.
Invasion of Privacy também estreou no topo da Canadian Albums Chart, devido a comercialização de 12.000 unidades equivalentes a álbuns. Foi certificado de platina pela Music Canada pelas mais de 80.000 cópias comercializadas em solo canadense. O álbum também foi um sucesso comercial internacionalmente, chegando ao top 10 nas paradas na Austrália, Dinamarca, Estônia, Finlândia, Flandres, Islândia, Irlanda, Noruega, Nova Zelândia, Países Baixos, Reino Unido e Suécia.
Foi o terceiro álbum mais transmitido de 2018 na Apple Music em todo o mundo, sendo o mais alto para uma artista feminina. Foi o décimo álbum mais transmitido no Canadá no serviço de streaming. Foi também o quinto álbum mais transmitido nessa plataforma de todos os tempos, sendo o mais alto para uma artista feminina. No Spotify, foi o quarto álbum mais transmitido do ano nos Estados Unidos, também sendo o mais alto para uma artista feminina, com Cardi sendo a artista feminina mais transmitida.
Em janeiro de 2019, o Invasion of Privacy comercializou 2.060.000 unidades equivalentes a álbuns, incluindo 222.000 cópias puras, só nos Estados Unidos.

### Tabelas semanais
| Tabela musical (2018–19)                      | Melhor posição |
| --------------------------------------------- | -------------- |
| Alemanha (Media Control Charts)               | 39             |
| Austrália (ARIA Charts)                       | 5              |
| Áustria (Ö3 Austria Top 40)                   | 21             |
| Bélgica (Ultratop 50 de Flandres)             | 10             |
| Bélgica (Ultratop 40 da Valônia)              | 43             |
| Canadá (Canadian Albums Chart)                | 1              |
| Dinamarca (Hitlisten)                         | 6              |
| Escócia (OCC)                                 | 18             |
| Eslováquia (IFPI Slovenská Republika)         | 41             |
| Estados Unidos (Billboard 200)                | 1              |
| Estados Unidos (Billboard R&B/Hip-Hop Albums) | 1              |
| Estados Unidos (Rolling Stone 200)            | 36             |
| Estônia (Eesti Ekspress)                      | 2              |
| Finlândia (IFPI Finlândia)                    | 9              |
| França (SNEP)                                 | 64             |
| Grécia (IFPI Grécia)                          | 29             |
| Islândia (Islenski Listinn)                   | 5              |
| Irlanda (Irish Recorded Music Association)    | 2              |
| Itália (FIMI)                                 | 37             |
| Lituânia (AGATA)                              | 28             |
| Noruega (VG-lista)                            | 3              |
| Nova Zelândia (RMNZ)                          | 2              |
| Países Baixos (MegaCharts)                    | 7              |
| Reino Unido (UK Albums Chart)                 | 5              |
| Reino Unido (UK R&B Albums Chart)             | 2              |
| Suécia (Sverigetopplistan)                    | 7              |
| Suíça (Schweizer Hitparade)                   | 20             |

| Tabela musical (2010–19)       | Posição |
| ------------------------------ | ------- |
| Estados Unidos (Billboard 200) | 38      |

| Tabela musical (2018)                   | Posição |
| --------------------------------------- | ------- |
| Austrália (ARIA Charts)                 | 34      |
| Bélgica (Ultratop 50 de Flandres)       | 104     |
| Canadá (Canadian Albums)                | 14      |
| Dinamarca (Hitlisten)                   | 39      |
| Estados Unidos (Billboard 200)          | 6       |
| Estados Unidos (Top R&B/Hip-Hop Albums) | 3       |
| Estônia (Eesti Ekspress)                | 23      |
| Nova Zelândia (Recorded Music NZ)       | 22      |
| Países Baixos (MegaCharts)              | 89      |
| Reino Unido (UK Albums Chart)           | 55      |
| Suécia (Sverigetopplistan)              | 43      |

| Tabela musical (2019)                   | Posição |
| --------------------------------------- | ------- |
| Austrália (ARIA Charts)                 | 38      |
| Canadá (Canadian Albums)                | 35      |
| Estados Unidos (Billboard 200)          | 19      |
| Estados Unidos (Top R&B/Hip-Hop Albums) | 12      |
| Nova Zelândia (RMNZ)                    | 28      |

| Região | Certificação | Vendas     |
| --- | ------------ | ---------- |
| Canadá (Music Canada) | 2x Platina   | 160,000‡   |
| Dinamarca (IFPI Dinamarca) | Ouro         | 10,000^    |
| Estados Unidos (RIAA) | 3x Platina   | 3,000,000‡ |
| França (SNEP) | Ouro         | 50,000*    |
| Noruega (IFPI Noruega) | Platina      | 20,000*    |
| Nova Zelândia (RMNZ) | Platina      | 15,000^    |
| Reino Unido (BPI) | Ouro         | 100,000^   |
| *vendas baseadas apenas na certificação ^distribuições baseadas apenas na certificação ‡vendas+valores de streaming baseados apenas na certificação |              |            |

## Histórico de lançamento
| País   | Data                    | Edição | Formato          | Gravadora(s) | Referência(s)   |
| ------ | ----------------------- | ------ | ---------------- | ------------ | --------------- |
| Vários | 5 de abril de 2018      | Padrão | Streaming        | Atlantic     | [ 156 ]         |
| Vários | 6 de abril de 2018      | Padrão | Download digital | Atlantic     | [ 157 ] [ 158 ] |
| Vários | 7 de dezembro de 2018   | Padrão | Vinil            | Atlantic     | [ 159 ]         |
| Vários | 22 de fevereiro de 2019 | Padrão | CD               | Atlantic     | [ 160 ]         |